# 郭柏川
郭柏川（1901年7月21日—1974年1月23日），字少松，生於臺灣臺南的美術家及美術教育家。:286:169

## 生平
1910年，郭柏川進入台南第二公學校（今立人國小）就讀，:161916年考上台北國語學校公學師範部乙科。1921年畢業回鄉任教。1928年，以美術方面的專才考上東京美術學校（今東京藝術大學）西洋畫科，師事岡田三郎助。:16 :2871933年畢業後留日繼續研習。1937年由日本赴中國東北，至滿洲國旅行寫生。:2121938年，他任教於日本統治下的北平師範大學與北平藝專。1939-1943年間數度擔任梅原龍三郎在北京旅遊寫生的翻譯與嚮導。:2121940年，郭柏川與朱婉華（北京人）結婚，在北京的台籍音樂家江文也譜結婚進行曲祝賀。:2891948年，因國共內戰舉家返台灣，定居台南，任教於台南工學院建築系（今成功大學建築系），:20-21並創立台南美術協會。1974年去世。

## 藝術風格
郭柏川畫作主題以風景、肖像、靜物為主。1943年開始於宣紙上創作油彩畫。 繪畫風格簡練、構圖嚴謹，色彩常運用傳統民間器物與屋宇如朱紅、青花等常見之色彩，線條明快，林明賢認為中西合璧為其風格特之一。:418-421 :186

## 故居

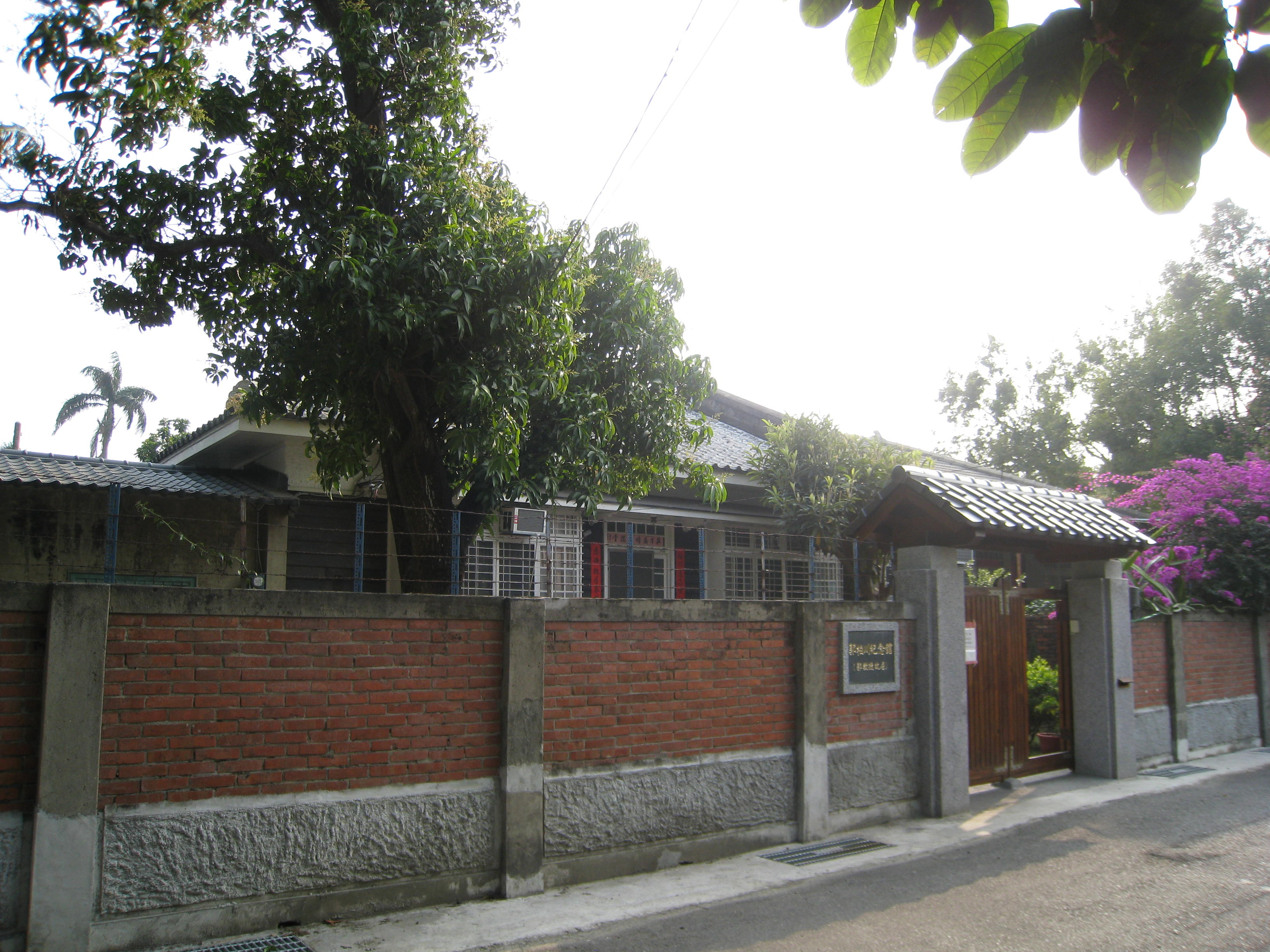
故居前巷道

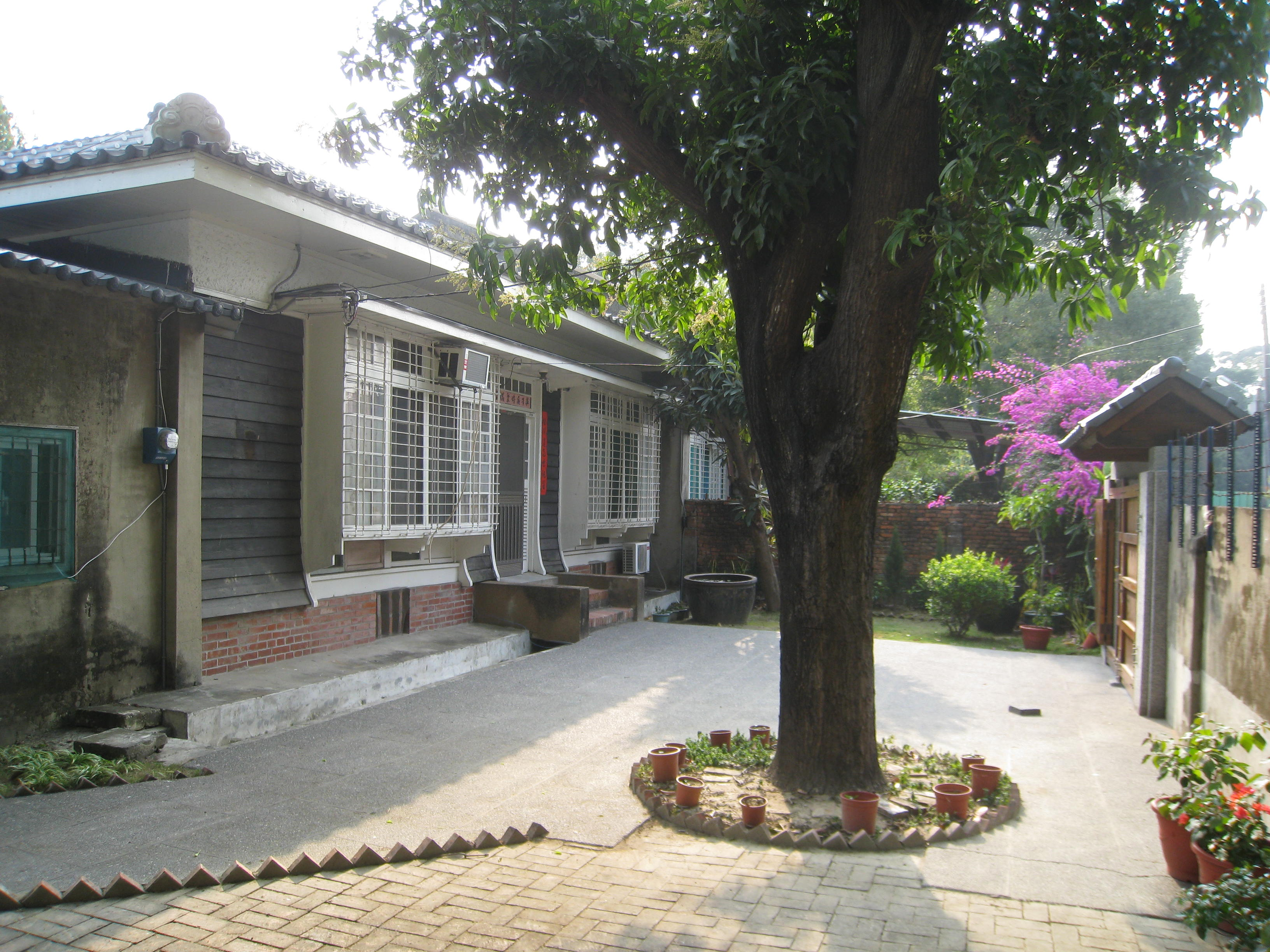
故居前院

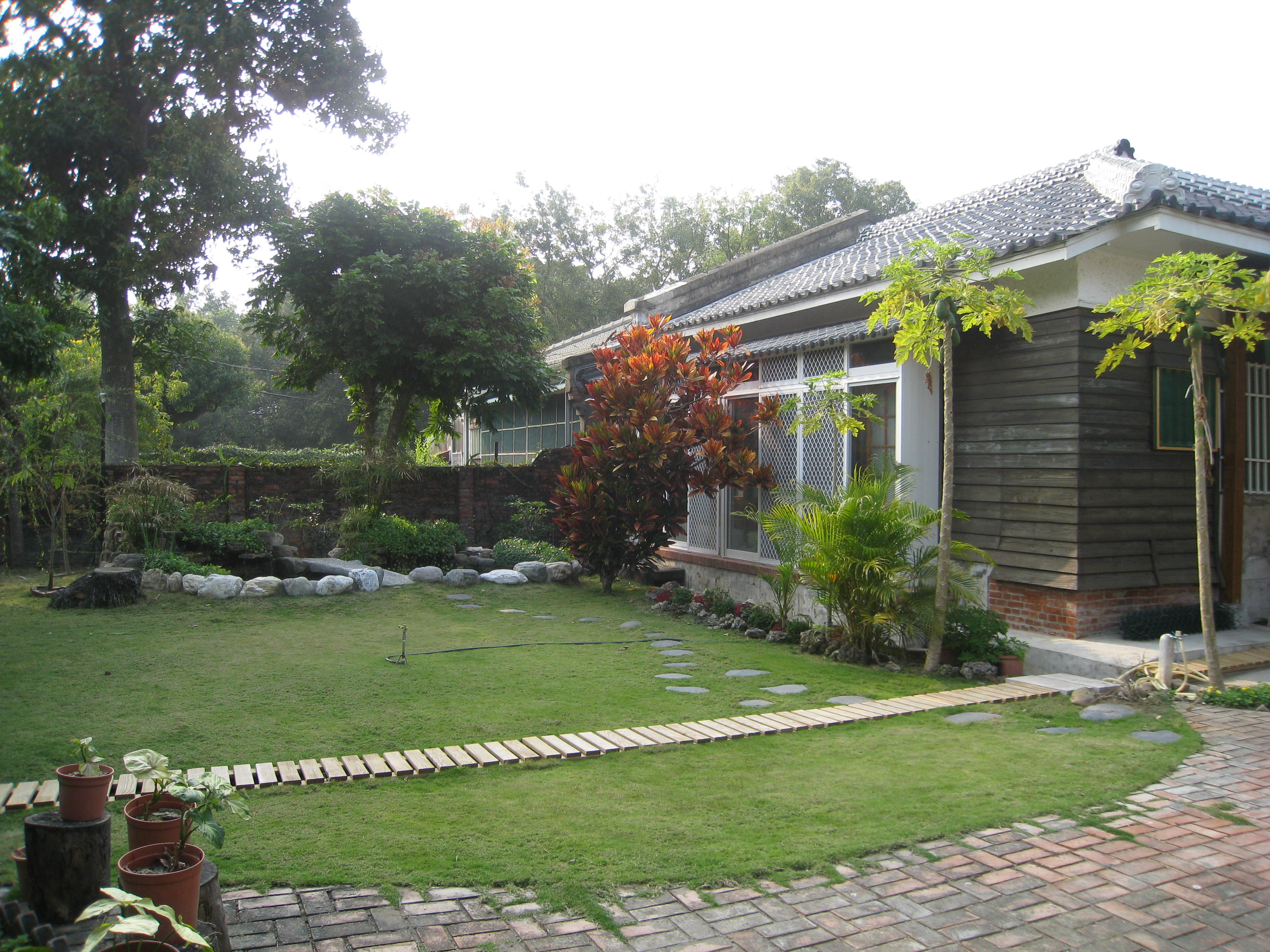
故居後院

郭柏川故居位於台南市公園路321巷27號，郭柏川之女郭為美女士出資修繕郭柏川生前故居屋舍並設立「郭柏川紀念館」。 其所在區域原為日軍步兵第二聯隊官舍群（今已列為市定古蹟「原日軍步兵第二聯隊官舍群」），現為「三二一藝術群聚」。

## 外部連結
- YouTube上的【島嶼傳燈人】郭柏川
- YouTube上的聲動美術館: 郭柏川